# Kreuzerhöhungskirche (Olszewo Węgorzewskie)
Die Kirche in Olszewo Węgorzewskie (polnisch Kościół pw. Podwyższenia Krzyża Świętego) ist eine der 14 ostpreußischen Jubiläumskirchen aus der Zeit zu Beginn des 20. Jahrhunderts. Bis 1945 war sie zentrales evangelisches Gotteshaus für das Kirchspiel Olschöwen (1938 bis 1945: Kanitz) und ist heute Römisch-katholische Pfarrkirche der Pfarrei Olszewo Węgorzewskie.

## Geographische Lage
Olszewo Węgorzewskie liegt im Nordosten der polnischen Woiwodschaft Ermland-Masuren, drei Kilometer südlich der polnisch-russischen Staatsgrenze und ist von der polnischen Landesstraße DK 63 (einstige deutsche Reichsstraße 131) aus in nordöstlicher Richtung zu erreichen. Eine bis 1945 bestehende Bahnstation an der Bahnstrecke Angerburg–Gumbinnen existiert nicht mehr.
Die Kirche befindet sich im Südosten des Dorfes an der Straße nach Wężówko (Wensowken, 1938 bis 1945 Wensen).

## Kirchengebäude

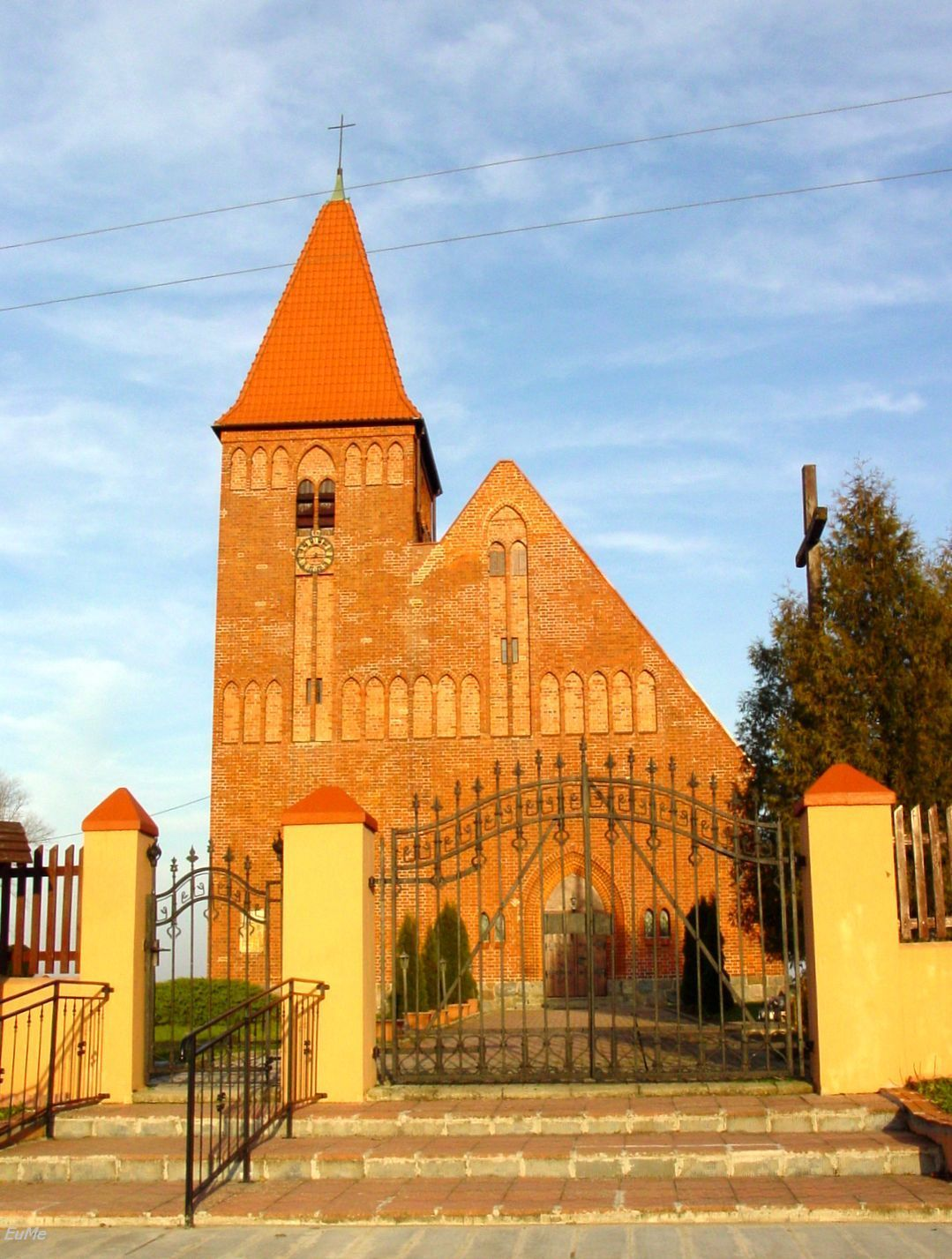
Die Kirche mit Turm und zusammenhängender Giebelfront

Das einstige Olschöwen wurde erst am 1. Juni 1897 Kirchdorf, allerdings ohne eigene Kirche. Bis zum Jahre 1905 gehörte der Ort zur Pfarrkirche in Angerburg (polnisch Węgorzewo). Allerdings wurden bis dahin in Olschöwen eigene Gottesdienste gehalten, zu denen sich die Gemeinde zunächst in einer Mietwohnung, später in der Schule traf.
Als man im Jahr 1901 das 200-jährige Bestehen des Königreichs Preußen feierte, wurde zu einer Geldsammlung für den Bau von Jubiläumskirchen in Ostpreußen aufgerufen. Der Ertrag reichte für den Bau von drei Kirchen, von denen eine in Olschöwen errichtet wurde.
Die feierliche Grundsteinlegung wurde am 26. Juli 1904 vorgenommen. Es entstand ein Ziegelbau auf Feldsteinfundament, zu dem der Berliner Architekt Oskar Hossfeld den Entwurf lieferte. Die Anlage war asymmetrisch mit abgesetztem Altarraum und einem seitlich gestellten Turm, in dem die vordere Giebelfront fortgeführt wurde.
Der Kircheninnenraum mit seitlicher und Orgelempore erhielt seine farbliche Ausgestaltung durch den Kunstmaler Ballin aus Berlin. Das Hauptschiff ist gewölbt, das Seitenschiff nur flach gedeckt, während die Apsis mit einem Sterngewölbe versehen ist.
Die Kanzel war reich geschnitzt, der Altar eher schlicht gehalten mit einem Kruzifixus, geschaffen von der Firma Gustav Kuntzsch aus Wernigerode, auf dem massiven Unterbau.
Die Orgel war ein Werk des Orgelbaumeisters Bruno Goebel aus Königsberg. Das Geläut der Kirche bestand aus drei Glocken.
Die Kirche überstand die Weltkriege des 20. Jahrhunderts nur wenig beschädigt. Nach 1945 wurde sie zugunsten der Römisch-katholischen Kirche in Polen enteignet. Man unterzog sie einer Restaurierung und passte sie im Innern an die liturgischen Erfordernisse römisch-katholischer Gottesdienste an. Unter dem Namen „Kreuzerhöhungskirche“ dient sie heute als Pfarrkirche mit einer  Filialkapelle im Nachbarort Ołownik (Launingken, 1938 bis 1945 Sanden).

## Kirchen-/Pfarrgemeinde

### Geschichtliches
Im zu Ende gehenden 19. Jahrhundert kam in der Region Olschöwen der dringende Wunsch nach einer eigenen Kirche auf. Bisher musste man lange Wege bis zur Kreisstadt Angerburg (polnisch Węgorzewo), nach Engelstein (Węgielsztyn) bzw. Dombrowken (1938 bis 1945: Eibenburg, polnisch: Dąbrówka) bewältigen. Der Wunsch ging anfänglich in Erfüllung, als Olschöwen am 1. Juni 1897 zu einem evangelischen Pfarrdorf erhoben wurde. Noch im selben Jahr übernahm ein Pfarrer seinen Dienst im neu gebildeten Kirchspiel. Im Jahre 1905 war die eigene Kirche erstellt und diente den Einwohnern des neun Ortschaften umfassenden Pfarrbezirks als evangelisches Gotteshaus.
Olschöwen war bis 1945 in den Kirchenkreis Angerburg in der Kirchenprovinz Ostpreußen der Kirche der Altpreußischen Union eingegliedert. Im Jahre 1925 zählte das patronatslose Kirchspiel 1500 Gemeindeglieder.
Das Dorf, das 1938 in „Kanitz“ umbenannt worden war, kam 1945 in Kriegsfolge zu Polen und heißt seither Olszewo Węgorzewskie. Flucht und Vertreibung der einheimischen Bevölkerung ließen das kirchliche Leben ersterben. Neue polnische und überwiegend römisch-katholische Bürger siedelten sich an und übernahmen die Kirche als ihr Gotteshaus. Es entstand vor Ort eine neue Pfarrei (polnisch parafia), die jetzt zum Dekanat Węgorzewo im Bistum Ełk (Lyck) der Römisch-katholischen Kirche in Polen gehört. Zwischenzeitlich wieder angesiedelte evangelische Kirchenglieder gehören heute zur Kirchengemeinde in Węgorzewo, einer Filialgemeinde der Pfarrei Giżycko (Lötzen) in der Diözese Masuren der Evangelisch-Augsburgischen Kirche in Polen.

### Evang. Kirchspiel (bis 1945)
Zum evangelischen Kirchspiel der Kirche Olschöwen (ab 1938: Kirche Kanitz) gehörten die Dörfer und Ortschaften:
| Name        | Änderungsname 1938 bis 1945 | Heutiger Name        |
| ----------- | --------------------------- | -------------------- |
| Alt Gurren  |                             | Stare Góry           |
| Klimken     |                             | Klimki               |
| Lingwarowen | Berglingen                  | Łęgwarowo            |
| Marienwalde |                             | Maryszki             |
| Neu Gurren  |                             | Nowe Góry            |
| Olschöwen   | Kanitz                      | Olszewo Węgorzewskie |
| Petersberg  |                             | Piotrówko            |
| Piontken    | Waldkerme                   | Kasatschje           |
| Wensowken   | Wensen                      | Wężówko              |

### Katholische Pfarrei (nach 1945)
Zur heutigen katholischen Parafia Olszewo Węgorzewskie gehören die Dörfer:
| Polnischer Name   | Deutscher Name                   |
| ----------------- | -------------------------------- |
| Góry              | Gurren                           |
| Jakunowo          | Jakunowen 1929–1945: Angertal    |
| Olszewo Węgorzewo | Olschöwen 1938–1945: Kanitz      |
| Ołownik           | Launingken 1938–1945: Sanden     |
| Pawłowo           | Paulswalde                       |
| Pochwałki         | Sandenfelde                      |
| Sobiechy          | Sobiechen 1938–1945: Salpen      |
| Wężówko           | Wensowken 1938–1945: Wensen      |
| Wilkowo           | Wilkowen 1938–1945: Geroldswalde |

### Pfarrer (bis 1945)
In der Zeit der evangelischen Pfarrei Olschöwen (Kanitz) amtierten hier als Geistliche:
| - Hugo Wichmann, 1897 - Kurt Rudloff, 1898–1911 - Max Monski, ab 1901 - Kurt Becker, 1917–1924 - Alfred Hüber, 1925–1929 | - Gerhard Schenk, 1931–1932 - Horst Markowski, 1935 - Heinz Klein, 1937–1943 - Ernst Winter, 1943–1945 |

### Kirchenbücher
Die von 1897 bis 1945 geführten Kirchenbücher mit Taufen, Trauungen und Begräbnissen haben den Zweiten Weltkrieg nicht überstanden.